# ايمي تان
ايمي تان (بالإنجليزية: Amy Tan) (و. 1952  م) هي كاتِبة، وروائية، ومقالاتية، وكاتبة سيناريو، وكاتبة للأطفال أمريكية، ولدت في أوكلاند، كاليفورنيا.

## التعليم
تعلمت في جامعة سان هوزيه الحكومية.

## جوائز
حصلت على جوائز منها:
- قاعة مشاهير كاليفورنيا (2011).

## وصلات خارجية
- ايمي تان على موقع IMDb (الإنجليزية)
- ايمي تان على موقع الموسوعة البريطانية (الإنجليزية)
- ايمي تان على موقع مونزينجر (الألمانية)
- ايمي تان على موقع ميوزك برينز (الإنجليزية)
- ايمي تان على موقع أول موفي (الإنجليزية)
- ايمي تان على موقع إن إن دي بي (الإنجليزية)
- ايمي تان على موقع ديسكوغز (الإنجليزية)
- ايمي تان على موقع قاعدة بيانات الفيلم (الإنجليزية)